# 마취나무타기캥거루
마취나무타기캥거루 또는 후온나무타기캥거루(Dendrolagus matschiei)는 캥거루과에 속하는 나무타기캥거루 유대류의 일종이다. 뉴기니섬 북동부 지역의 후온 반도의 토착종이다. 국제 자연 보전 연맹(IUCN)은 마취나무타기캥거루를 멸종위기종으로 분류하고 있다. 학명은 독일인 생물학자 파울 마취(Paul Matschie)의 이름에서 유래했다.